# Такуја Такаги
Такуја Такаги (јап. 高木 琢也; 12. новембар 1967) бивши је јапански фудбалер.

## Каријера
Током каријере је играо за Фуџита, Санфрече Хирошима, Верди Кавасаки и Консадоле Сапоро.

## Репрезентација
За репрезентацију Јапана дебитовао је 1992. године. За тај тим је одиграо 44 утакмице и постигао 27 голова.

## Статистика
| Јапан  | Јапан   | Јапан  |
| Година | Наступи | Голови |
| ------ | ------- | ------ |
| 1992.  | 11      | 5      |
| 1993.  | 13      | 7      |
| 1994.  | 5       | 2      |
| 1995.  | 0       | 0      |
| 1996.  | 10      | 6      |
| 1997.  | 5       | 7      |
| Укупно | 44      | 27     |